# 九星岩摩崖石刻
九星岩摩崖石刻，位于中国广东省云浮市云浮市城区星岩路，为云浮市的一个市、县级文物保护单位，类型为石窟寺及石刻，公布时间为1988年1月22日。
九星岩摩崖石刻的历史年代为明－民国。